# Виктор Моралес Салас
Виктор Моралес Салас (Сантијаго, 10. мај 1905 — 22. мај 1938) био је чилеански фудбалер, који је играо као дефанзивац. Био је заједно са Давидом Арељаном један од првих легенди чилеанског клуба Коло Коло.

## Биографија
Изванредан фудбалер који је имао сјајан осећај на терену. Истицао се сигурном одбраном, лакоћом играња главом, укратко комплетан и врло тактичан дефанзивац.
На почетку каријере се истакао у Депортиво Мекеју одакле га је Коло Коло одвео у своје редове, дебитујући 18. априла 1926. у дуелу против сада непостојећег фудбалског клуба Сантиаго.
Одиграо је прву међународну утакмицу за Коло Коло, против Пењарола 14. новембра 1926. одиграо.

## Репрезентација
Био је део чилеанске репрезентације између 1924. и 1930. године. Током јужноамеричког првенства 1924. одиграо је све утакмице, али је национални тим имао наступ који треба заборавити; изгубивши све утакмице. У јужноамеричком првенству 1926. одиграо је само последњу утакмицу на том турниру, док је на Олимпијским играма 1928. био неприкосновени стандардни члан тима.
Био је стартер у првом мечу који је чилеанска национална репрезентација играла на Светском првенству као одбрамбени двојац са „Ел грингом“ Улисесом Поријем, меч који је завршен победом над Мексиком  где је имао добар учинак, међутим, није могао довршити меч након што се онесвестио. Из тог разлога није играо другу утакмицу. Опоравивши се, одиграо је последњу утакмицу на Светском првенству, у којој не може учинити ништа да избегне елиминацију. Та утакмица је била његова последња утакмица за репрезентацију.